# Discografia di Amy Deasismont

## Album in studio
| Anno | Titolo                         | Etichetta Discografica    |
| ---- | ------------------------------ | ------------------------- |
| 2005 | This Is Me Now                 | Bonnier Amigo Music Group |
| 2006 | Still Me Still Now             | Bonnier Amigo Music Group |
| 2007 | Music in Motion                | Bonnier Amigo Music Group |
| 2008 | Music in Motion (Gold Edition) | Bonnier Amigo Music Group |
| 2008 | En Helt Ny Jul                 | Bonnier Amigo Music Group |
| 2009 | Swings and Roundabouts         | Bonnier Amigo Music Group |

## Compilation
| Anno | Titolo                     | Etichetta |
| ---- | -------------------------- | --------- |
| 2010 | Amy Diamond: Greatest Hits | Cosmos    |

## Singoli
| Anno | Titolo                   | Album                          | Note                           |
| ---- | ------------------------ | ------------------------------ | ------------------------------ |
| 2005 | What's In It for Me      | This Is Me Now                 | Pubblicati come Amy Diamond    |
| 2005 | Welcome to the City      | This Is Me Now                 | Pubblicati come Amy Diamond    |
| 2005 | Champion                 | This Is Me Now                 | Pubblicati come Amy Diamond    |
| 2005 | Shooting Star            | This Is Me Now                 | Pubblicati come Amy Diamond    |
| 2006 | Don't Cry Your Heart Out | Still Me Still Now             | Pubblicati come Amy Diamond    |
| 2006 | Big Guns                 | Still Me Still Now             | Pubblicati come Amy Diamond    |
| 2006 | It Can Only Get Better   | Still Me Still Now             | Pubblicati come Amy Diamond    |
| 2007 | Is It Love?              | Music in Motion                | Pubblicati come Amy Diamond    |
| 2007 | Stay My Baby             | Music in Motion                | Pubblicati come Amy Diamond    |
| 2008 | Thank You                | Music in Motion (Gold Edition) | Pubblicati come Amy Diamond    |
| 2009 | It's My Life             | Swings and Roundabouts         | Pubblicati come Amy Diamond    |
| 2009 | Up!                      | Swings and Roundabouts         | Pubblicati come Amy Diamond    |
| 2009 | Brand New Day            | Swings and Roundabouts         | Pubblicati come Amy Diamond    |
| 2009 | Bittersweet              | Swings and Roundabouts         | Pubblicati come Amy Diamond    |
| 2010 | Only You                 | -                              | Pubblicati come Amy Diamond    |
| 2010 | True Colors              | -                              | Pubblicati come Amy Diamond    |
| 2013 | Your Love                | -                              | Pubblicati come Amy Diamond    |
| 2016 | One                      | -                              | Pubblicati come Amy Deasismont |
| 2016 | Forgive                  | -                              | Pubblicati come Amy Deasismont |
| 2016 | This Is How We Party     | -                              | Pubblicati come Amy Deasismont |